# ルイサ・デ・グスマン
ルイサ・デ・グスマン （Luisa de Guzmán, ポルトガル語表記：Luísa de Gusmão、1613年10月13日 - 1666年2月27日）は、ポルトガル王ジョアン4世の王妃。

## 生涯
サンルーカル・デ・バラメーダ（カディス県）で、スペインの第7代メディナ＝シドニア公アロンソ・ペレス・デ・グスマンの孫娘（第8代公爵フアン・マヌエルの娘）として生まれた。ブラガンサ公ジョアンと結婚した。
ルイサは男勝りの女性で、1640年のポルトガル再独立の際には、弱腰になりかけた夫を奮い立たせて反乱側に付かせた。スペインに対抗してポルトガル王・王妃になったら、命を狙われるだろうとの警告に対して、彼女は「一生を公妃で終わるより、一日だけの王妃のほうがましです」と言ったという。
1641年にジョアン4世を狙った暗殺事件が未遂に終わると、首謀者とされたカミナ公ら貴族を処刑するよう進言したという。
ジョアン4世の死後は、息子アフォンソ6世が継いだが、成年に達しておらず、また情緒障碍もあったため、ルイサが摂政となった。ルイサは、カステロ・メロール伯の陰謀の標的にされた。内外ともスペインがあの手この手で妨害を仕掛けてくる中、ルイサはイングランドとの同盟に成功し、ポルトガル独立の承認を各国から取り付けることになった。以後、彼女はポルトガルの実権を掌握し、息子に引き継ぐまで辣腕をふるった。
多くの絵画で、頭部に白いしまとして描かれているが、ルイサには尋常性白斑があったという。

## 子女
- テオドジオ（1634年 - 1653年）
- アナ（1635　夭折）
- ジョアナ（1635年 - 1653年）
- カタリナ（1638年 - 1705年） - イングランド・スコットランド王チャールズ2世妃
- マヌエル（1640年　夭折）
- アフォンソ6世（1643年 - 1683年）
- ペドロ2世（1648年 - 1703年）